# Andrés Allamand

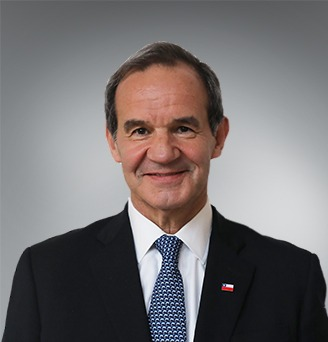
Andrés Allamand (2020)

Andrés Allamand Zavala (* 7. Februar 1956 in Santiago de Chile) ist ein chilenischer Politiker der Nationalen Erneuerung RN (Renovación Nacional), der unter anderem zwischen 1994 und 1998 Mitglied der Abgeordnetenkammer (Cámara de Diputados) war, der zweiten Kammer des Nationalkongresses (Congreso Nacional), sowie von 2006 bis 2011 Mitglied des Senats (Senado de la República), der ersten Parlamentskammer. Er war zwischen 2011 und 2012 im Kabinett Piñera I Verteidigungsminister (Ministro de Defensa) und von 2014 und 2020 abermals Mitglied des Senats, woraufhin er zwischen 2020 und 2022 im Kabinett Piñera II als Außenminister (Ministro de Relaciones Exteriores) fungierte. Seit 2022 ist er Generalsekretär des Iberoamerikanischen Generalsekretariats SEGIB (Secretaría General Iberoamericana).

## Leben

### Rechtsanwalt, Parteigründer und Parteifunktionär

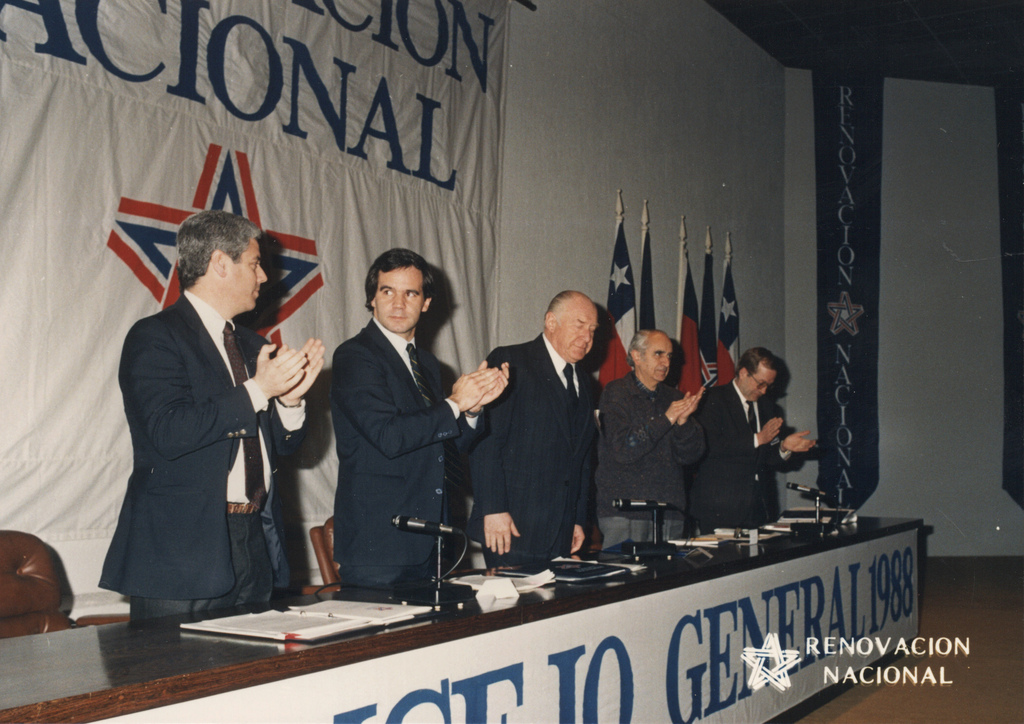
Allamand (2.v.l.) mit anderen Funktionären der Renovación Nacional (1988).

Andrés Allamand Zavala, Sohn des Ingenieurs und Unternehmers Andrés Francis Miguel Allamand Madaune (1925–2010), der zwischen 1992 und 1994 Bürgermeister (Alcalde) von Vitacura war, und María Margarita Zavala Pinto, begann nach dem Besuch des Saint George’s College und des Liceo José Victorino Lastarria. Bereits während der Schulzeit engagierte er sich in der Vereinigung der Sekundarschüler der Hauptstadt FESES (Federación de Estudiantes Secundarios de Santiago) und war deren Vertreter im Jugendverband der Nationalpartei (Partido Nacional), der er von 1970 bis zur Auflösung nach dem Militärputsch am 11. September 1973 angehörte. Er war 1973 zudem noch kurzzeitig Präsident der Studentenvereinigung der Nationalpartei. 1973 begann er ein Studium an der Fakultät für Rechtswissenschaften der Universidad de Chile, welches er in den Fächern Rechts- und Sozialwissenschaft mit der Lizenziatsarbeit „El sistema de Tiempo Propio. Un caso de aplicación práctica“ (‚Das eigene Zeitsystem. Ein praktischer Anwendungsfall‘) beendete. Während des Studiums war er zwischen 1976 und 1983 Mitglied des chilenischen Rugby-Teams. Nach seiner anwaltlichen Zulassung am 31. Januar 1983 war er als Rechtsberater der Banco de Chile sowie als Rechtsanwalt in der Anwaltskanzlei Allamand, Barros, Mayol, Varela y Wagner Abogados Asociados tätig.
Am 27. November 1983 war er Mitgründer der Bewegung der nationalen Einheit MUN (Movimiento de Unión Nacional) und fungierte bis 1984 als deren Generalsekretär sowie zwischen 1984 und 1986 als deren Präsident und politischer Führer. In dieser Funktion war er 1985 Mitunterzeichner des „Nationalen Abkommens für volle Demokratie“ (Acuerdo Nacional para la Democracia Plena). Am 29. April 1987 beteiligte er sich an der Gründung der Nationalen Erneuerung RN (Renovación Nacional), einer Gruppe, die nach einem von ihm selbst und anderen Führern geäußerten Aufruf zur Mitte-Rechts-Einheit gegründet wurde. In dieser Gruppierung war er bis 1988 Vizepräsident und von 1988 bis 1990 Generalsekretär, ehe er als Nachfolger von Sergio Onofre Jarpa vom 5. August 1990 bis zu seiner Ablösung durch Alberto Espina am 25. Juni 1997 Präsident der RN war.

### Abgeordneter, Senator und Verteidigungsminister

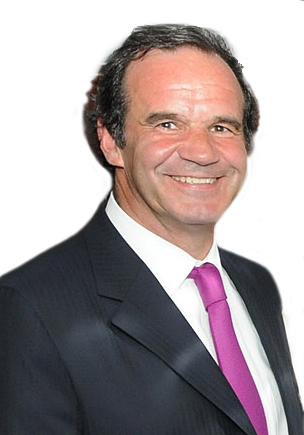
Allamand als Senator (2010)

1994 wurde Allamand als Nachfolger von Evelyn Matthei Fornet für die RN Mitglied der Abgeordnetenkammer (Cámara de Diputados) war, der zweiten Kammer des Nationalkongresses (Congreso Nacional), und vertrat in dieser bis zu seiner Ablösung durch María Pía Guzmán Mena 1998 den Wahlkreis Distrito Nº 23 Región Metropolitana. Parallel dazu wurde er in seiner Funktion als Parlamentarier und politischer Leiter zu verschiedenen internationalen Foren und Konferenzen eingeladen. Er nahm auch an Treffen der Demokratischen und Republikanischen Partei der Vereinigten Staaten und des Europäischen Parlaments in Brüssel teil. Ebenso nahm er an Treffen der Pacific Democratic Union und des Ausschusses für auswärtige Angelegenheiten der Internationalen Demokratischen Union teil, einer Gruppierung der wichtigsten Mitte-Rechts-Parteien der Welt. Zudem war er zwischen 1996 und 1998 Leiter des Instituto Libertad, ein Zentrum für politische Studien und Gesetzgebungsberatung, das mit der Renovación Nacional verbunden ist. Daneben fungierte er von 1998 bis 2000 als Berater bei der Interamerikanischen Entwicklungsbank (IDB) mit Sitz in Washington, D.C., und lehrte als Gastprofessor an der Georgetown University. 2001 wechselte er an die Universidad Adolfo Ibáñez (UAI), an der er zwischen 2002 und 2007 als Entwicklungsdirektor und erster Dekan der Fakultät für Regierungswissenschaften (Escuela de Gobierno) fungierte. Ebenso hat er Bücher und Artikel veröffentlicht und sich auch dem Romangenre gewidmet. Er war Kolumnist für die Tageszeitungen „Diario Austral de Valdivia“ und „Diario de Osorno“.
Als Nachfolger von Marco Antonio Cariola Barroilhet wurde Andrés Allamand 2006 Mitglied des Senats (Senado de la República), der ersten Parlamentskammer, und vertrat in diesem bis zu seinem Mandatsverzicht am 16. Januar 2011 den Wahlkreis 16ª Circunscripción, woraufhin Carlos Larraín Peña ihm nachfolgte. Bei der Präsidentschaftswahl 2010 unterstützte er den Wahlkampf von Sebastián Piñera, der für das Wahlbündnis Coalición por el Cambio antrat. Bei der Stichwahl am 17. Januar 2010 konnte sich Piñera mit 3.591.182 Stimmen (51,6 Prozent) gegen Eduardo Frei Ruiz-Tagle durchsetzen, der als Bewerber der für das Wahlbündnis Concertación de Partidos por la Democracia 3.367.790 Stimmen (48,4 Prozent) bekam. Er selbst wurde nach seinem Ausscheiden aus dem Senat am 16. Januar 2011 als Nachfolger von Jaime Ravinet de la Fuente als Verteidigungsminister (Ministro de Defensa) in das erste Kabinett von Staatspräsident Piñera berufen und bekleidete dieses Ministeramt bis zum 5. November 2012, woraufhin der bisherige Innenminister Rodrigo Hinzpeter ihn ablöste.

### Wiederwahl in den Senat, Außenminister und Generalsekretär des SEGIB

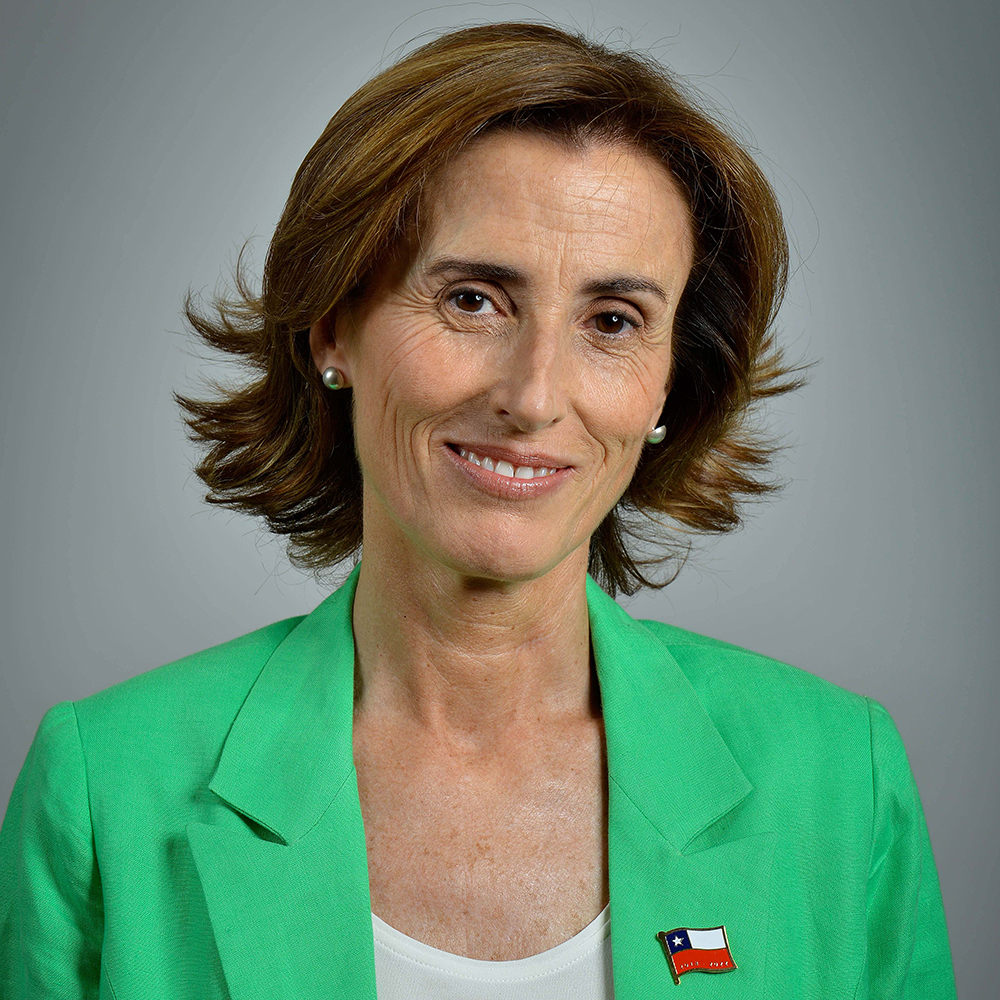
Die frühere Abgeordnete sowie spätere Umwelt- und Bildungsministerin Marcela Cubillos Sigall ist seit 2012 die zweite Ehefrau Allamands.

Er war Präsidentschaftskandidat der RN bei den Vorwahlen vom 30. Juni 2013, bei denen der bisherige Wirtschaftsminister Pablo Longueira Montes zum Kandidaten der Allianz für Chile gewählt wurde. Longueira verzichtete aufgrund einer Depression bereits am 17. Juli 2013 auf seine Kandidatur, woraufhin Evelyn Matthei Fornet zur Kandidatin bestimmt wurde. Bei der Präsidentschaftswahl am 17. November sowie der Stichwahl am 15. Dezember 2013 unterlag Evelyn Matthei Fornet mit 1.648.481
Stimmen (25 Prozent) beziehungsweise 2.111.891 Stimmen (37,8 Prozent) jeweils deutlich der ehemaligen Staatspräsidentin Michelle Bachelet Jeria, die für die Neue Mehrheit (Nueva Mayoría) kandidierte, und 3.075.839 Stimmen (46,7 Prozent) beziehungsweise im 2. Wahlgang	3.470.379 Stimmen (62,2 Prozent) erhielt.
Andrés Allamand selbst wurde bei den gleichzeitigen Parlamentswahlen abermals zum Senator gewählt und vertrat von 2014 bis 2018 zunächst den Wahlkreis 8ª Circunscripción Santiago Oriente beziehungsweise von 2018 bis zu seinem neuerlichen Mandatsverzicht am 28. Juli 2020 den Wahlkreis 7ª Circunscripción, der ebenfalls in der Metropolregion Santiago liegt. Daraufhin wurde er am 28. Juli 2020 im Zuge einer Regierungsumbildung als Nachfolger von Teodoro Ribera Neumann im Kabinett Piñera II zum Außenminister (Ministro de Relaciones Exteriores) berufen und bekleidete das Amt bis zu seinem Rücktritt am 6. Februar 2022, woraufhin die Staatssekretärin Carolina Valdivia Torres vom 6. Februar bis zum Ende von Piñeras Amtszeit am 11. März 2022 als kommissarische Außenministerin fungierte. Am 26. November 2021 wurde er selbst während des Treffens der Außenminister der iberoamerikanischen Länder in Santo Domingo zum Generalsekretär des Iberoamerikanischen Generalsekretariats SEGIB (Secretaría General Iberoamericana) gewählt. Er trat sein Amt am 8. Februar 2022 als Nachfolger der costa-ricanischen Wirtschaftswissenschaftlerin Rebeca Grynspan an, nachdem er sein Amt als Außenminister niedergelegt hatte.
Andrés Allamand war in erster Ehe bis zur Scheidung mit Bárbara Lyon verheiratet. Aus dieser Ehe stammten die Kinder Olivia, Ignacia, Raimundo und Juan Andrés, wobei die Tochter Ignacia Allamand (* 1981) eine bekannte chilenische Schauspielerin wurde. In zweiter Ehe heiratete Allamand 2012 die frühere Abgeordnete sowie spätere Umwelt- und Bildungsministerin Marcela Cubillos Sigall (* 1967).

## Veröffentlichungen
- No virar izquierda, („Nicht links abbiegen“), Empresa Editora e Impresora, Santiago de Chile 1974
- Discursos, entrevistas y conferencias, („Reden, Interviews und Konferenzen“),  Editorial Andante, Santiago de Chile 1989
- La Centroderecha del futuro, („Die Mitte-Rechts-Partei der Zukunft“), Editorial Los Andes, Santiago de Chile, 1993
- La travesía del desierto, („Die Durchquerung der Wüste“), Aguilar, Santiago de Chile 1999
- El desalojo. Por qué la concertación debe irse el 2010, („Die Räumung. Warum die Konzertierung 2010 enden muss“), Aguilar, Santiago de Chile 2017
- Anotaciones parlamentarias de la reforma laboral, („Parlamentarische Anmerkungen zur Arbeitsreform“), Thomson Reuters, Santiago de Chile 2017